# Luruaco

Bandeira de Luruaco

Localização de Luruaco no departamento de Atlántico.

Luruaco é uma cidade da Colômbia, no departamento de Atlántico.